# Archives générales de la nation (Mexique)
Pour les articles homonymes, voir Archives générales et Archives générales de la nation.

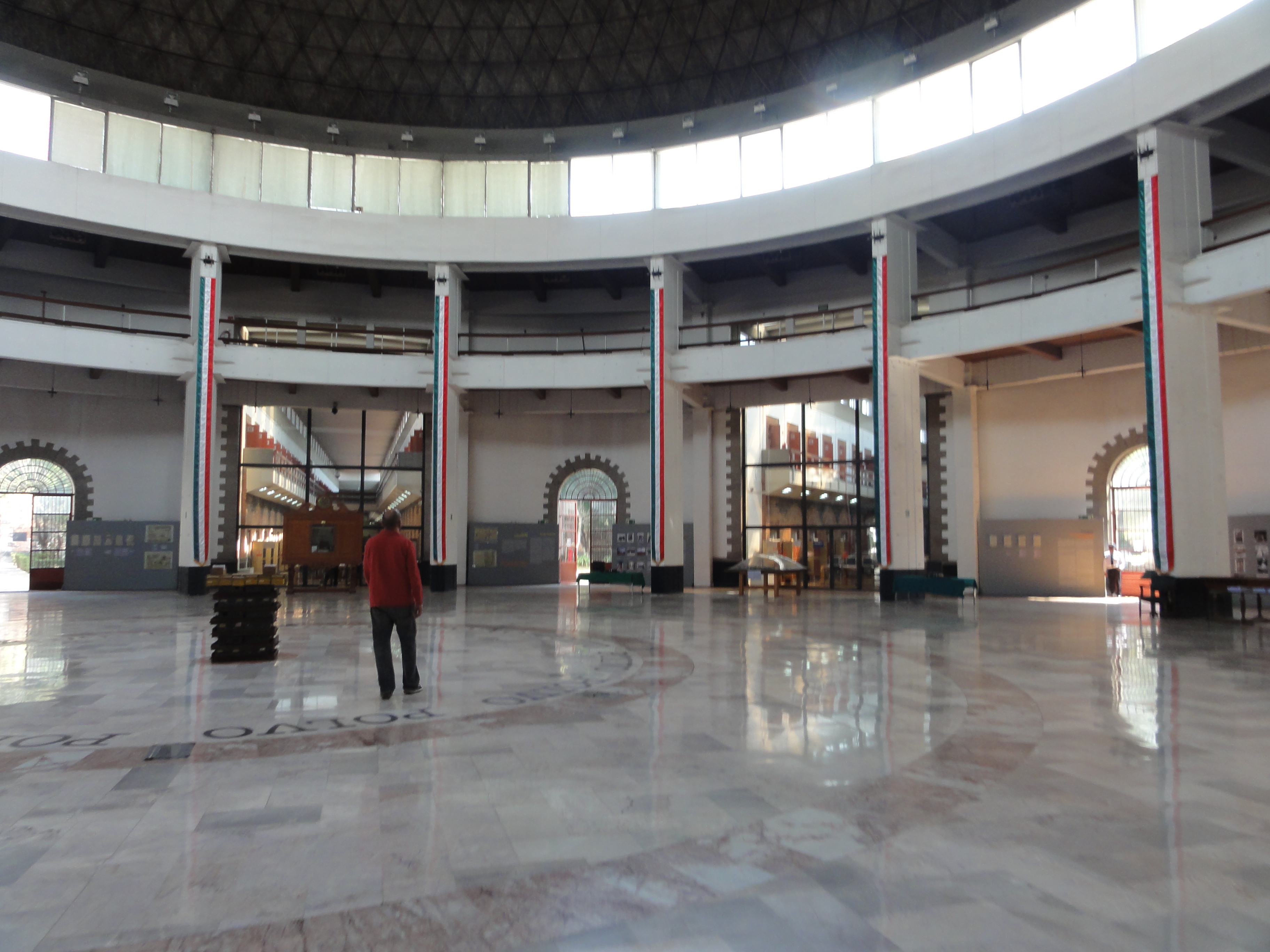
L’ancienne prison de Lekunberri, maintenant utilisé comme archives.

Au Mexique, les Archives générales de la Nation (Archivo General de la Nación, AGN) tirent leur origine du service créé en 1790 pour gérer les archives du gouvernement de la Nouvelle-Espagne par le vice-roi Güemes Padilla. Ce service prit son nom actuel en 1823.
Leur siège est à Mexico.